# Bandera de Villaescusa (Cantabria)
La bandera de Villaescusa es uno de los símbolos del municipio español de Villaescusa (Cantabria), junto a su escudo. Dicha bandera es de paño rectangular, cortado de amarillo y verde, y brochante al centro el escudo municipal en sus colores.